# Élections constituantes de 1945 en Savoie
Les élections constituantes françaises de 1945 se déroulent le 21 octobre.

## Mode de scrutin
Les députés sont élus selon le système de représentation proportionnelle suivant la règle de la plus forte moyenne dans le département, sans panachage ni vote préférentiel. Il y a 586 sièges à pourvoir.
Dans le département de la Savoie, trois députés sont à élire.

## Élus
Les trois députés élus sont : 
| Identité          | Parti | Parti   |
| ----------------- | ----- | ------- |
| Pierre Cot        |       | Rad-Soc |
| Joseph Delachenal |       | RI      |
| Lucien Rose       |       | JR      |

## Résultats

### Résultats à l'échelle du département
| Liste (parti)  | Liste (parti)                     | Tête de liste     | Résultats | Résultats | Sièges | Sièges |
| Liste (parti)  | Liste (parti)                     | Tête de liste     | Voix      | %         |        |        |
| -------------- | --------------------------------- | ----------------- | --------- | --------- | ------ | ------ |
|                | Union des gauches (Rad-Soc - PCF) | Pierre Cot        | 37 032    | 36,32     | 1      |        |
|                | Républicaine et sociale (RI)      | Joseph Delachenal | 29 760    | 29,18     | 1      |        |
|                | JR                                | Lucien Rose       | 20 323    | 19,93     | 1      |        |
|                | SFIO                              | François Marcet   | 14 860    | 14,57     | -      |        |
|                |                                   |                   |           |           |        |        |
| Inscrits       | Inscrits                          | Inscrits          | 140 771   |           | 3      |        |
| Votants        | Votants                           | Votants           | 104 364   | 74,14     |        |        |
| Blancs et nuls | Blancs et nuls                    | Blancs et nuls    | 2 389     | 2,29      |        |        |
| Exprimés       | Exprimés                          | Exprimés          | 101 975   | 97,71     |        |        |